# Saint-Arnac
Saint-Arnac – miejscowość i gmina we Francji, w regionie Oksytania, w departamencie Pireneje Wschodnie.
Według danych na rok 1990 gminę zamieszkiwało 65 osób, a gęstość zaludnienia wynosiła 10 osób/km² (wśród 1545 gmin Langwedocji-Roussillon Saint-Arnac plasuje się na 836. miejscu pod względem liczby ludności, natomiast pod względem powierzchni na miejscu 934.).

## Populacja

Populacja Saint-Arnac w latach 1962–2008